# Lustschloss im Mertzelbach

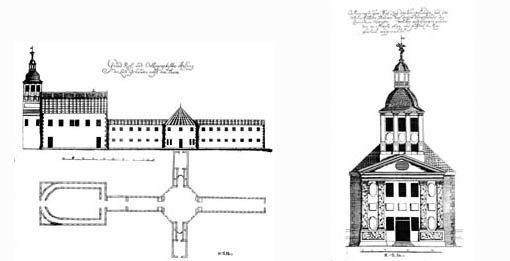
Mertzelbach

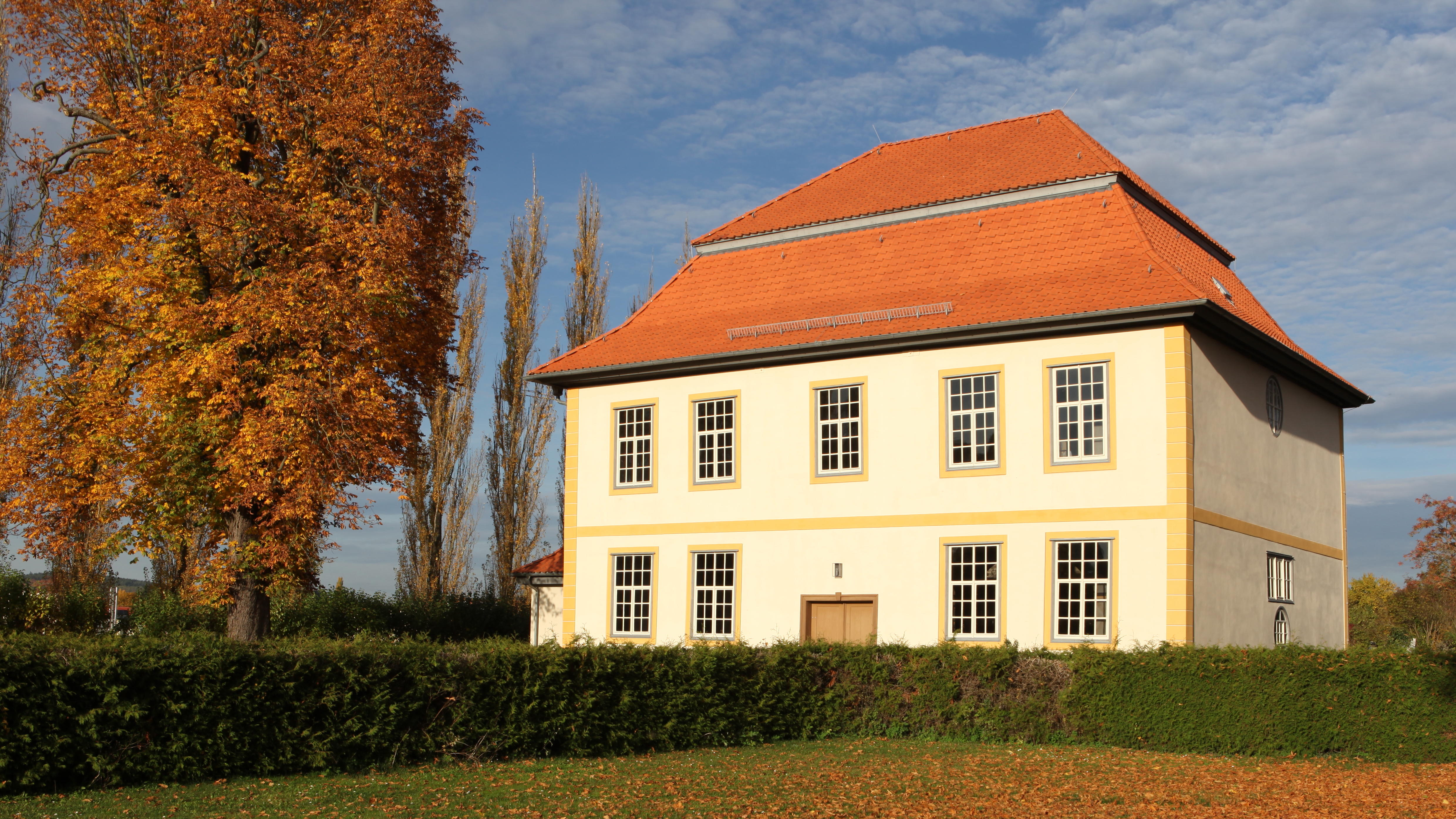
Friedhofskirche in Römhild, 1712 eingeweiht

Das Lustschloss im Mertzelbach war das Lustschloss von Herzog Heinrich von Sachsen-Römhild.

## Lage
Der genaue Standort ist unbekannt. Wahrscheinlich befand es sich auf einer künstlichen Lichtung im Wald am Mertzelbach zwischen Römhild und dem Hartenberg. Herzog Heinrich ließ das Schloss 1708 abreißen und aus den Überresten die Friedhofskirche in Römhild errichten.

## Aussehen
Merzelbach war ein zweigeschossiger, achteckiger Zentralbau aus Fachwerk, an den sich kreuzförmig vier zweigeschossige Flügelbauten anschlossen. Das Schloss war ein typischer Vertreter der ephemeren Architektur. Ursprünglich 1695 als Marien-Elisabethenlust im Lustgarten von Schloss Glücksburg errichtet, wurde es ein Jahr später außerhalb der Stadt verlagert. Das Schloss wurde anlässlich verschiedener Feierlichkeiten des Herzogs und seiner Frau dem jeweiligen Thema des Anlasses entsprechend umgebaut, mit neuen Figurationen versehen und um Anbauten erweitert.